# 百墓山汉墓群
百墓山汉墓群，是位于中国山东省泰安市东平县斑鸠店镇柏松山村的一个汉代古墓葬群，1994年入选泰安市第一批文物保护单位。
百墓山汉墓群总分布面积约4万平方米，封土已毁，主要是石室墓，墓内出土了大量画像石。